# SHOCK-運命-
「SHOCK-運命-」（ショック うんめい）は、日本のポップ歌手黒木メイサの楽曲である。彼女のデビュー・シングルとして2009年7月22日に発売された。Jeff Miyaharaによってプロデュースされた本作は、音楽的にはダンス・ミュージックと指摘される。ベートーヴェンの『運命』をサンプリングしている。

## 背景
アルバム『hellcat』で歌手デビューを果たした黒木の1枚目のシングルである。本作は黒木が出演するキリンビバレッジ『コーラショック』のコマーシャルソングの依頼を受けて書き下ろされた。CM制作者が用意していたベートーヴェンの『運命』をコンセプトにした絵コンテから着想を得た黒木が、デビュー・アルバムを手がけたJeff Miyaharaと共に制作した。デビュー・アルバム『hellcat』と同じ事はやりたくなかったと語る黒木だが、基本的には「踊りたい」という気持ちがあった為、その様な楽曲を目指して制作された。『運命』のサンプリングが目立つがスクーリーD の『P.S.K. What does it mean?』 もサンプリングされていることをTBSラジオライムスター宇多丸のウィークエンド・シャッフル2010年3月20日放送でZEEBRAが紹介した。

のちに発売されたミニアルバム『ATTITUDE』には収録されず、その後発売されたオリジナルアルバム『MAGAZINE』に収録された。

## 批評
『hotexpress』の平賀哲雄は、女優やモデルが歌手デビューすると"アーティスト風"にしか見えず、ダサい印象になり、ミュージックビデオで踊っている姿もどこか恥ずかしくなるとし、黒木の歌手デビュー当初もそういった印象だった、とコメントした。しかし、本作は「他の美形R&B系女性アーティストと比べても遜色なしに格好良い」と批評した。『CDジャーナル』は、「ディープなビートと凛としたヴォーカルが融合したダンス・チューン」と批評し、「高い表現力に驚かされる。」とコメントした。『タワーレコード』の出嶌孝次は、「あの〈運命〉を隠し味にした重厚な意匠は、アヴリル風のガールズ・ロックに仕上げられたカップリング曲“Wasted”とも好対照だ。BACHLOGICによる“Bad Girl”のリミックスにも注目したい。」とコメントした。

## ミュージックビデオ
ビデオの監督は久保茂昭が務めた。

## プロモーション
黒木自身が出演するキリンビバレッジ『コーラショック』のコマーシャルソングとして、発売前から放送されていた。2009年7月7日に行われた同CM発表会で、初めて曲を披露した。

## 収録曲
| #  | タイトル                                        | 作詞                             | 作曲                               | 時間 |
| -- | ----------------------------------------------- | -------------------------------- | ---------------------------------- | ---- |
| 1. | 「SHOCK-運命-」                                 | 黒木メイサ、CLONE、Jeff Miyahara | Miyahara、黒木、ジェレミー・ソウル | 3:43 |
| 2. | 「Wasted」                                      | 藤林聖子                         | Miyahara、黒木                     | 3:02 |
| 3. | 「Bad Girl (Bachlogic Remix)」(BACHLOGIC Remix) | U-ka                             | JUNE                               | 3:43 |
| 4. | 「SHOCK-運命-」(Instrumental)                   | 黒木、CLONE、Miyahara            | Miyahara、黒木、ソウル             | 3:43 |

| #  | タイトル                     | 作詞 | 作曲・編曲 | 監督     |
| -- | ---------------------------- | ---- | ---------- | -------- |
| 1. | 「SHOCK-運命-」(MUSIC VIDEO) |      |            | 久保茂昭 |

## チャート
| チャート（2010年）       | 最高 順位 |
| ------------------------ | --------- |
| オリコン週間             | 25        |
| Japan Hot 100            | 84        |
| RIAJ有料音楽配信チャート | 13        |

### 売上
| チャート                    | 売上  |
| --------------------------- | ----- |
| オリコンチャート フィジカル | 9,100 |

## 発売日一覧
| 地域 | リリース日    | 規格                     |
| ---- | ------------- | ------------------------ |
| 日本 | 2009年7月15日 | 着信音                   |
| 日本 | 2009年7月22日 | 携帯電話端末向けフル配信 |
| 日本 | 2009年7月22日 | CD                       |